# The Joshua Tree

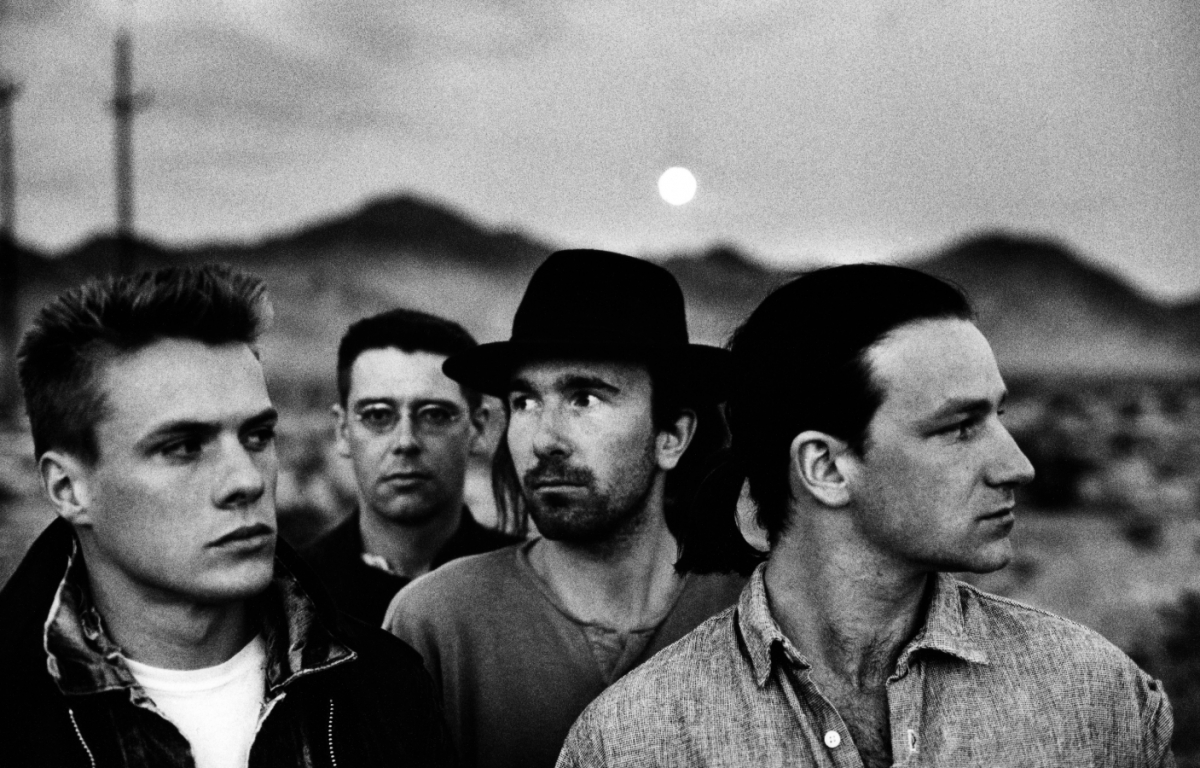
U2 (1987)

The Joshua Tree – piąty album studyjny irlandzkiego zespołu rockowego U2, wydany w marcu 1987 roku. Producentami byli Brian Eno i Daniel Lanois. Płyta została nagrana w Windmill Lane Studios i STS w Dublinie.

## Historia
The Joshua Tree to pierwszy duży i jak do tej pory największy sukces komercyjny U2. Dotąd sprzedano ponad 16 mln egzemplarzy tej płyty, a takie utwory jak „With or Without You” czy „I Still Haven't Found What I'm Looking For” przez wiele miesięcy zajmowały pierwsze miejsca list przebojów na całym świecie. W przypadku tej płyty, obok sukcesu kasowego zespół odniósł ogromny sukces artystyczny. Wielu krytyków uważa Joshua Tree za największy album U2 w historii. Album ten w porównaniu z innymi płytami U2 zebrał najwięcej nagród i wyróżnień w różnych plebiscytach na najlepsze albumy wszech czasów itp. W 2003 album został sklasyfikowany na 26. miejscu listy 500 albumów wszech czasów dwutygodnika „Rolling Stone”.
W warstwie tekstowej są obecne motywy rozterek, których doświadcza w swoim życiu człowiek, ale jednocześnie są to teksty o radości, pocieszeniu i nadziei. Album był nowością i świeżym powiewem w przeżywającym zachłyśnięcie elektroniką świecie muzyki końca lat 80. Lider zespołu, Bono mówił: „Gdy inni rzucali się naćpani po scenie otoczeni tłumem błyskotek, my byliśmy na pustyni. Zawsze pod prąd – w tym tkwi siła U2”.
Nastroje zmieniające się od pozytywnych podczas słuchania „In God’s Country” czy „Where the Streets Have No Name” do bardzo mrocznych w „Bullet the Blue Sky” i „Exit” są dla Joshua Tree bardzo charakterystyczne. Czasami pojawiają się elementy country, to znów ostre, rockowe uderzenia gitary elektrycznej, a przy tym dosyć mocno wyeksponowanym instrumentem jest harmonijka, której dźwięki słyszymy wielokrotnie.
Główną inspiracją dla Bono przy pisaniu utworów był jego pobyt w Salwadorze i Nikaragui. Młody piosenkarz po raz pierwszy w życiu mógł zobaczyć na własne oczy czym jest prawdziwa, skrajna nędza. Sam album, choć po części powstał jako sprzeciw wobec polityki USA w stosunku do państw Ameryki Środkowej, jest przede wszystkim wynikiem głębokiej fascynacji muzyków zespołu Stanami Zjednoczonymi z ich wielkim przestrzeniami i poczuciem wolności. Jak przyznał sam Bono, większy wpływ na kształt albumu miała geografia USA, a mniejszy ludzie (m.in. amerykańscy pisarze, których dziełami zaczytywali się muzycy podczas powstawania The Joshua Tree).
Jako że Bono pierwotnie chciał, aby album był rozprawą z dwoma wizjami Ameryki – „mityczną”, opartą na „amerykańskim micie” i „faktyczną”, czyli zwykłą amerykańską rzeczywistością – album, który znamy jako The Joshua Tree, w wersji roboczej nosił tytuł Two Americas (Dwie Ameryki)
Tytuł Joshua Tree ma wiele znaczeń. Odnosi się do jukki krótkolistnej, zwanej po angielsku „The Joshua Tree”, czyli „Drzewko Jozuego”. Jozue (Joshua) był biblijnym następcą Mojżesza, który wyprowadził lud Izraelitów do Kanaanu, Ziemi Obiecanej. Joshua to także pierwotna forma Imienia Jezusa Chrystusa.
Według krytyków, wpływ motywu pustyni jest widoczny nie tylko na zdjęciach umieszczonych na okładkach płyty i singli, lecz także w warstwie muzycznej.

## Lista utworów
1. „Where the Streets Have No Name” 5:38
2. „I Still Haven't Found What I'm Looking For” 4:38
3. „With or Without You” 4:56
4. „Bullet the Blue Sky” 4:32
5. „Running to Stand Still” 4:17
6. „Red Hill Mining Town” 4:54
7. „In God’s Country” 2:57
8. „Trip Through Your Wires” 3:32
9. „One Tree Hill” 5:23
10. „Exit” 4:13
11. „Mothers of the Disappeared” 5:11

## Twórcy
- Bono - wokale główne, gitara akustyczna („In God’s Country”), gitara („Exit”), harmonijka („Running to Stand Still” i „Trip Through Your Wires”)
- The Edge - gitara, pianino („Running to Stand Still”), chórki
- Adam Clayton - gitara basowa
- Larry Mullen Jr. - perkusja

### Pozostali muzycy
- Brian Eno, Daniel Lanois - chórki i pozostałe instrumenty
- The Armin Family - instrumenty smyczkowe (w „One Tree Hill”)
- The Arklow Silver Band - instrumenty dęte (w „Red Hill Mining Town”)